# Park Sung-ja
Park Sung-ja (ur. 26 sierpnia 1980) – południowokoreańska judoczka. Olimpijka z Sydney 2000, gdzie odpadła w pierwszej rundzie w wadze ekstralekkiej.
Piąta na mistrzostwach świata w 1999. Druga na uniwersjadzie w 1999 roku.

## Letnie Igrzyska Olimpijskie 2000
| Konkurencja | Rundy eliminacyjne  | Klas. końcowa |
| Konkurencja | Przeciwnik I        | Miejsce       |
| ----------- | ------------------- | ------------- |
| 48 kg       | Laura Moise (ROU) P | 1 runda.      |